# Crocodyloidea
Crocodyloidea – nadrodzina krokodyli. Według definicji filogenetycznej przedstawionej w 2003 roku przez Christophera Brochu obejmuje wszystkie krokodyle spokrewnione bliżej z krokodylem nilowym niż z aligatorem amerykańskim lub gawialem gangesowym. Najstarszym znanym przedstawicielem Crocodyloidea jest Prodiplocynodon langi z mastrychtu Ameryki Północnej. Jest znany z ubogiego materiału kopalnego, wiadomo jednak, że ogólnym kształtem ciała przypominał najbardziej bazalne Alligatoroidea. Niektóre wczesnopaleogenowe Crocodyloidea z półkuli północnej bywały zaliczane do rodzaju Asiatosuchus pomimo różnic w stosunku do gatunku typowego – A. grangeri. Również do rodzaju Crocodylus przez długi czas przypisywano skamieniałości pochodzące z wczesnego trzeciorzędu, a nawet kredy, pomimo iż Crocodylus jest znacznie młodszą linią ewolucyjną. Niejasna jest pozycja filogenetyczna grupy Mekosuchinae – niektóre analizy sugerują, że są one bazalnymi przedstawicielami Crocodylidae, podczas gdy inne – że stanowią takson siostrzany dla Crocodylidae. Z analizy kladystycznej przeprowadzonej przez Salisbury'ego i współpracowników (2010) wynika, że część rodzajów zaliczanych do Mekosuchinae (Mekosuchus, Trilophosuchus, Quinkana, Volia) jest bazalnymi przedstawicielami Crocodyloidea, zaś inne (Kambara, Baru, Australosuchus, Pallimnarchus, Harpacochampsa) są przedstawicielami rodziny Crocodylidae nie należącymi do podrodziny Crocodylinae.
Według badań przeprowadzonych przez Paolo Pirasa i współpracowników Crocodyloidea są bardziej wrażliwe na globalne zmiany klimatyczne niż ich grupa siostrzana – Alligatoroidea.
Uproszczony kladogram Crocodyloidea według Brochu (2003)
|  | „Crocodylus” affinis                                                                                    |
|  | |
|  | Asiatosuchus grangeri                                                                                   |
|  | |
|  | ?„Crocodylus” depressifrons                                                                             |
|  | |
|  | \| \| „Crocodylus” acer \| \| \| \| \| \| Brachyuranochampsa \| \| \| \| \| \| Crocodylidae \| \| \| \| |
|  | |
|  | „Crocodylus” acer                                                                                       |
|  | |
|  | Brachyuranochampsa                                                                                      |
|  | |
|  | Crocodylidae                                                                                            |
|  | |

|  | „Crocodylus” acer  |
|  |                    |
|  | Brachyuranochampsa |
|  |                    |
|  | Crocodylidae       |
|  |                    |

|  | „Crocodylus” affinis                                                                                    |
|  | |
|  | Asiatosuchus grangeri                                                                                   |
|  | |
|  | ?„Crocodylus” depressifrons                                                                             |
|  | |
|  | \| \| „Crocodylus” acer \| \| \| \| \| \| Brachyuranochampsa \| \| \| \| \| \| Crocodylidae \| \| \| \| |
|  | |
|  | „Crocodylus” acer                                                                                       |
|  | |
|  | Brachyuranochampsa                                                                                      |
|  | |
|  | Crocodylidae                                                                                            |
|  | |

|  | „Crocodylus” acer  |
|  |                    |
|  | Brachyuranochampsa |
|  |                    |
|  | Crocodylidae       |
|  |                    |